# 프리츠 클라우센
프리츠 클라우센(덴마크어: Frits Clausen, 1893년 11월 12일 ~ 1947년 12월 5일)는 덴마크의 정치인이다.

## 생애
남덴마크 지역 오벤로 출신이며 제1차 세계 대전 시기에는 독일 군대에서 복무했다. 하이델베르크에서 의학을 전공했고 1924년부터 의사로 근무했다.
1933년부터 1944년까지 국가사회주의 덴마크 노동자당의 당수를 역임하면서 덴마크와 독일과의 관계 강화를 주장했다. 1945년 독일의 덴마크 점령이 종식되면서 프뢰슬레우 수용소(Frøslev)에 수감되었으며 1947년 코펜하겐 베스트레 감옥(Vestre)에서 재판을 받던 도중에 심장 질환으로 사망했다.

## 같이 보기
- 막스 아릴스코우